# Samuel Mbappé Léppé
Pour les articles homonymes, voir Mbappé (homonymie).
Samuel Mbappé Léppé ou Lepé, de son vrai nom Mbappé Moumi, né en 1936 et mort le 25 décembre 1985 à Douala, est un footballeur international camerounais évoluant au milieu de terrain.Jamais marié, il aurait eu une fille, reconnue juste avant sa mort.

## Biographie

### Enfance
Samuel Mbappé Léppé est né le 28 février 1936 à Douala. Il est le fils de Moumè Mbappé et de Rose Ebelle. Il fait partie de la communauté sawa.

### Carrière
Pourvu d'un physique imposant, Mbappé Léppé présente la particularité d'avoir une jambe légèrement arquée. Il est notamment reconnu pour sa puissance de frappe.
Il évolue à l'Oryx Douala dans les années 1950 et 1960, remportant cinq titres de champion du Cameroun (1961, 1963, 1964, 1965 et 1967), trois fois la Coupe du Cameroun (1963, 1968 et 1970) et il est le premier capitaine à soulever la Coupe des clubs champions africains lors de la saison 1964-1965. Au cours de sa carrière, il est sollicité par plusieurs clubs européens lui promettant une carrière professionnelle, mais refuse systématiquement.
Surnommé « le Maréchal »,, il est désigné capitaine de l'équipe du Cameroun de football. Il est par ailleurs sélectionné lors de la Coupe d'Afrique des nations 1970. Le Cameroun sera éliminé en phase de groupes.
Son frère cadet Ebèllé Moumi Walter est aussi footballeur. Les frères « Moumi » feront tous deux carrière au sein de l’Oryx Douala et dans l’équipe nationale du Cameroun.
Le footballeur international Roger Milla le considère comme « le plus grand de tous ». Pour Samuel Eto'o il est «la figure historique qui a inspiré le football moderne au Cameroun».

### Mort
Mbappé Léppé s'éteint dans la pauvreté le 25 décembre 1985, à l'âge de 49 ans.

### Famille
Jamais marié, il aurait eu une fille, reconnue juste avant sa mort.
Malgré une certaine ressemblance, il n'a pas de lien de parenté avec son célèbre homonyme Kylian Mbappé, comme confirmé par celui-ci.

## Hommages
- En 1992, la République unie du Cameroun émet un timbre de 125 F à son effigie[11].
- En 2015, la Confédération africaine de football lui décerne le titre de « Légende africaine »[12].
- Le stade Akwa, à Douala, a été rebaptisé en son honneur. En 2022 y est inaugurée une nouvelle statue de bronze du « Maréchal »[9].